# Sea Forest Waterway
Der Sea Forest Waterway (engl.; jap. 海の森水上競技場 Umi no mori suijō kyōgi-jō) ist eine Regattastrecke für den Ruder- und Kanurennsport in Tokio, auf der die Wettbewerbe der Olympischen Sommerspiele sowie der Sommer-Paralympics 2020 in diesen Sportarten ausgetragen wurden. Sie liegt im 2020 neu eingerichteten Stadtteil Umi no mori (wörtl. „Wald des Meeres“) des Bezirks Kōtō der Präfektur Tokio.

## Beschreibung
In der Bucht von Tokio wurde ab 1973 der sogenannte „Zentrale Wellenbrecher“ (japanisch 中央防波堤 chūō bōhatei, englisch Central Breakwater) angelegt. Dabei handelt es sich um zwei durch Landgewinnungsmaßnahmen angelegte Inseln, wozu vor allem Abfall deponiert wurde. Die innere Insel (japanisch 内側埋立地 uchigawa umetatechi, deutsch ‚inneres Aufschüttungsgebiet‘) und die äußere Insel (japanisch 外側埋立地 sotogawa umetatechi, deutsch ‚äußeres Aufschüttungsgebiet‘), jeweils bezogen auf die Lage zur Innenstadt Tokios, sind dabei durch einen knapp 200 Meter breiten und knapp 3 Kilometer langen Kanal getrennt, auf dem die Regattastrecke angelegt wurde. Die Gesamtfläche beider Inseln betrug im Jahr 2011 rund 373 Hektar, jedoch wird am Südufer der äußeren Insel weiterhin Abfall entsorgt. Über die Insel führt eine Straße, welche die Bezirke Ōta über einen Tunnel und den Hauptteil von Kōtō über die 2012 fertiggestellte Tokyo Gate Bridge verbindet. Der Westteil beider Inseln ist mit Gewerbe besiedelt, der Ostteil weitgehend unentwickelt. Die Landmasse sollte ab 2007 durch ein Projekt von Tadao Andō bewaldet werden und zum Naherholungsgebiet umgewandelt werden. 2020 wurden die innere Insel formal zum neuen Stadtteil Umi no mori (海の森, PLZ 135-0066) im Bezirk Kōtō.
Bei der Bewerbung um die Olympischen Sommerspiele 2020 spielte der Zentrale Wellenbrecher eine Rolle als potenzielle Wettkampfstätte verschiedener Wettbewerbe. Neben der Regattastrecke Sea Forest Waterway sind auch die Wettbewerbe im Vielseitigkeitsreiten auf dem Sea Forest Cross-Country Course auf der inneren Insel geplant. Die Mountainbiking-Wettbewerbe waren zunächst auf der äußeren Insel geplant, sie wurden dann jedoch auf den Izu Mountain Bike Course verlegt. Auch eine Verlegung der Ruder- und Kanuwettbewerbe auf eine bereits existierende Strecke auf dem Stausee des Naganuma Staudamms in der Präfektur Miyagi wurde bis Oktober 2016 diskutiert, jedoch nicht umgesetzt. Frühere internationale Ruderwettbewerbe in Japan fanden auf dem Nagaragawa International Regatta Course in Kaizu (Ruder-Weltmeisterschaften 2005) bzw. auf der Regattastrecke Toda (Olympische Spiele 1964) statt.

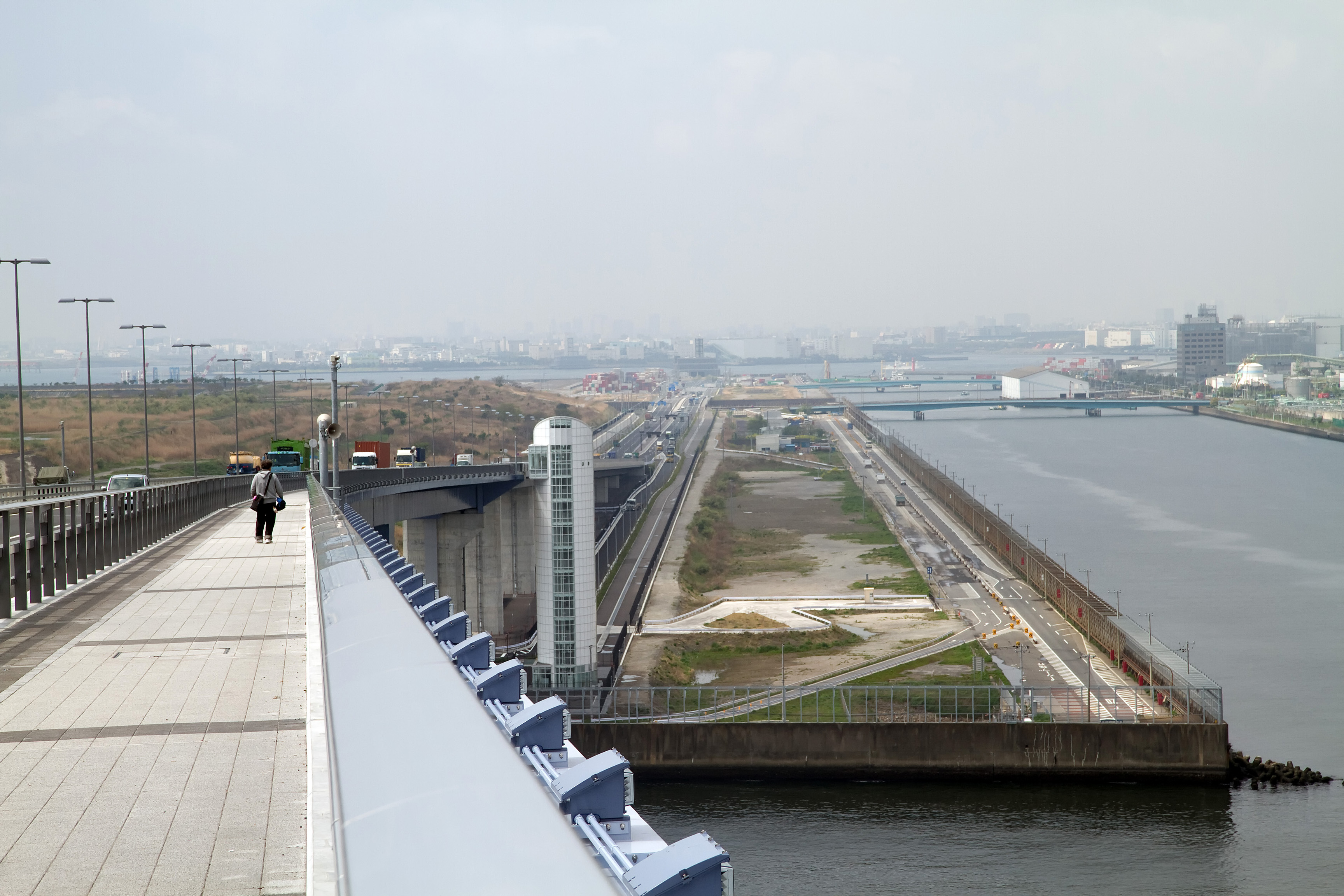
Blick von der Tokyo Gate Bridge über den Kanal des Zentralen Wellenbrechers (rechts im Bild, April 2012), auf dem von 2016 bis 2019 die Regattastrecke angelegt wurde.

Für die Regattastrecke wurde der Bereich des Kanals von November 2016 bis Juni 2019 umgebaut. Die Eröffnung fand am 16. Juni 2019 im Beisein des FISA-Präsidenten Jean-Christophe Rolland statt. Der Kanal ist nun baulich durch Trennwände mit einem Pumpsystem von der Bucht von Tokio abgetrennt, wodurch kein Tidenhub herrscht und der Wellengang reduziert wird. Dennoch ist der Kanal mit Salzwasser gefüllt. Am Nordufer wurde am östlichen Ende auf der inneren Insel ein Regattazentrum errichtet. Der Zielbereich der Strecke liegt am östlichen Ende des Kanals im Bereich des Regattazentrums. Es wurden acht Regattabahnen mit einer Breite von jeweils 12,5 Meter auf einem Kanalabschnitt der Länge von 2335 Metern angelegt. Die Wassertiefe beträgt rund 6 Meter. Für die Olympischen Sommerspiele wurden temporäre Tribünen für 16.000 Zuschauer errichtet, die nach den Spielen auf eine Kapazität von 2000 Zuschauern zurückgebaut wurden.
Seit dem Ende der olympischen Wettbewerbe dient die Gegend als Naherholungsgebiet, und die Regattastrecke wird weiterhin für japanische und internationale Wettbewerbe genutzt.

## Veranstaltungen
- Junioren-Weltmeisterschaften im Rudern 2019 (7.–11. August; als Generalprobe für die olympische Ruderregatta 2020)
- Olympische Sommerspiele 2020:
  - Wettbewerbe im Rudern (24.–31. Juli 2020)
  - Wettbewerbe im Kanurennsport (3.–8. August 2020)
- Sommer-Paralympics 2020:
  - Wettbewerbe im Rudern (28.–30. August 2020)
  - Wettbewerbe im Kanurennsport (3.–5. September 2020)